# مرد کاغذی (فیلم ۲۰۰۹)
مرد کاغذی (انگلیسی: Paper Man) فیلمی در ژانر کمدی-درام به کارگردانی و نویسندگی کیران مولرونی است که در سال ۲۰۰۹ منتشر شد. در این فیلم جف دانیلز یک نویسنده ناموفق است که یک دوست خیالی ابرقهرمان به نام کاپیتان عالی (با بازی رایان رینولدز) دارد و هنگام تصمیم‌گیری از او کمک می‌گیرد، اما استون نیز در نقش یک دانش‌آموز ۱۷ ساله دبیرستانی که با او دوست می‌شود، او نیز یک دوست خیالی به نام کریستوفر (با بازی کیرن کالکین) دارد.

## بازیگران
- جف دانیلز در نقش ریچارد
- لیسا کودرو در نقش کلر
- رایان رینولدز در نقش کاپیتان عالی
- اما استون در نقش ابی
- کیرن کالکین در نقش کریستوفر
- هانتر پریش در نقش پرایس
- آرابلا فیلد در نقش لوسی